# هاروكا فوكوشيما
هاروكا فوكوشيما (باليابانية: フクシマハルカ) هي مانغاكا يابانية، ولدت في 12 أبريل 1973 في أوكاياما في اليابان.

## روابط خارجية
- هاروكا فوكوشيما على موقع ANN person (الإنجليزية)